# 奥龙特斯河
奥龙特斯河也译作欧朗提斯河（希臘語：Ορόντης ποταμός），又称为阿西河（阿拉伯語：نهر العاصي），是中东地区一条跨国河流。发源于黎巴嫩的贝卡谷地，向北流经叙利亚、土耳其，在土耳其的安塔基亚北部薩曼達厄注入地中海。全长396公里。

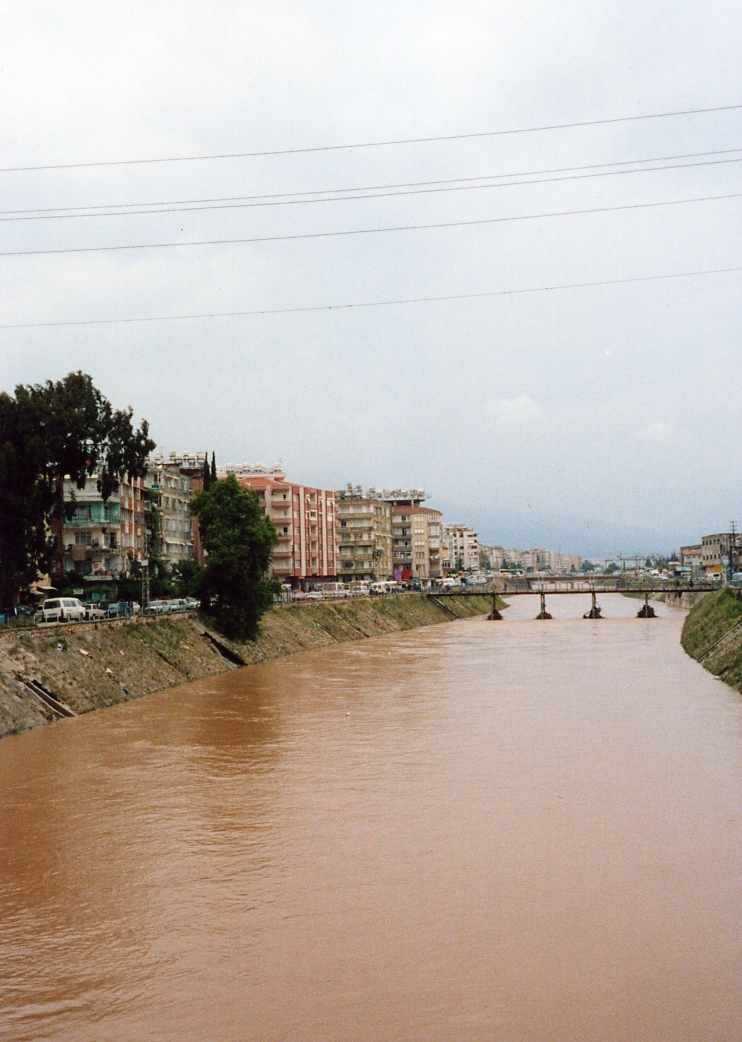
土耳其境内的奥龙特斯河
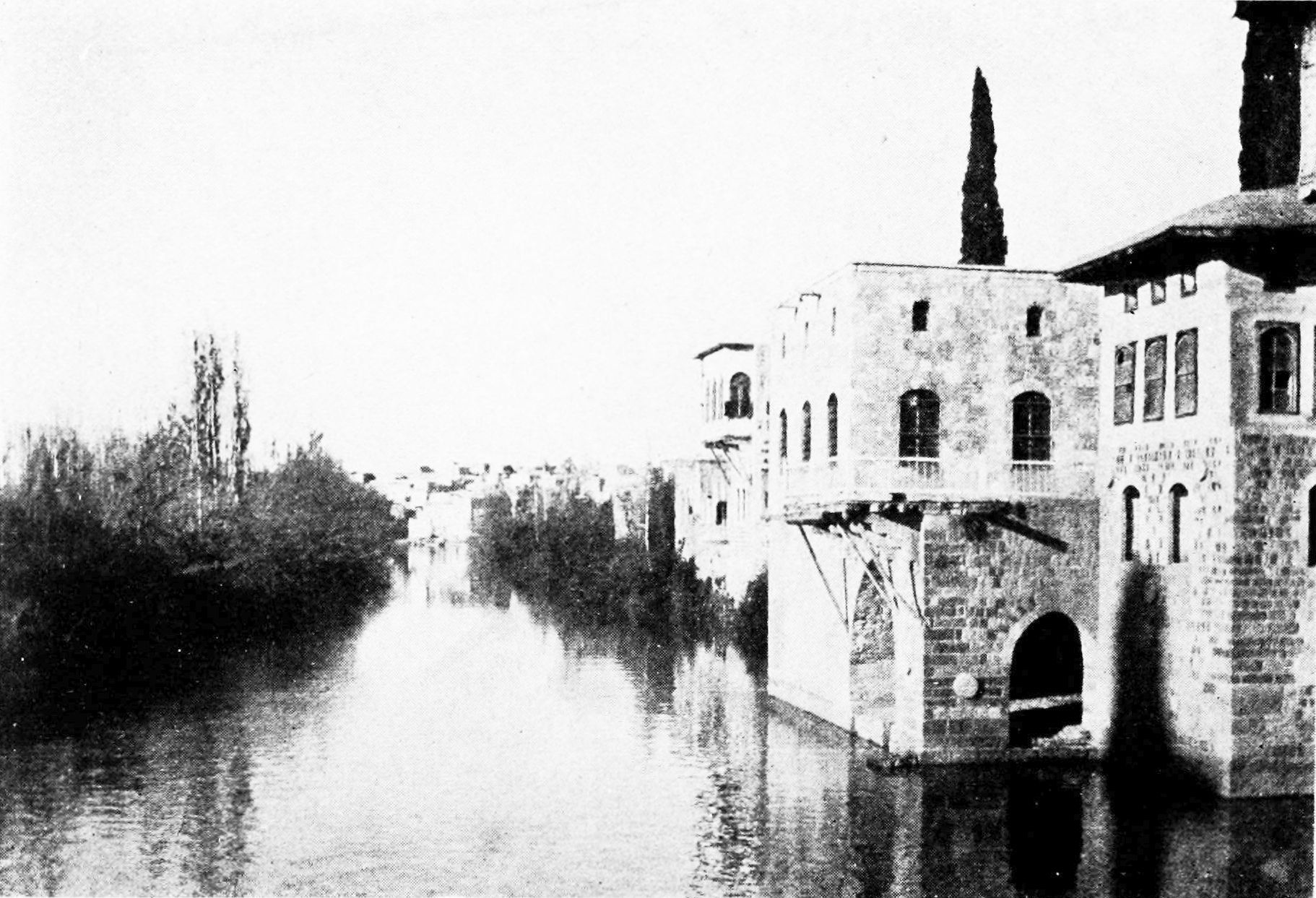
流经叙利亚哈马的阿西河
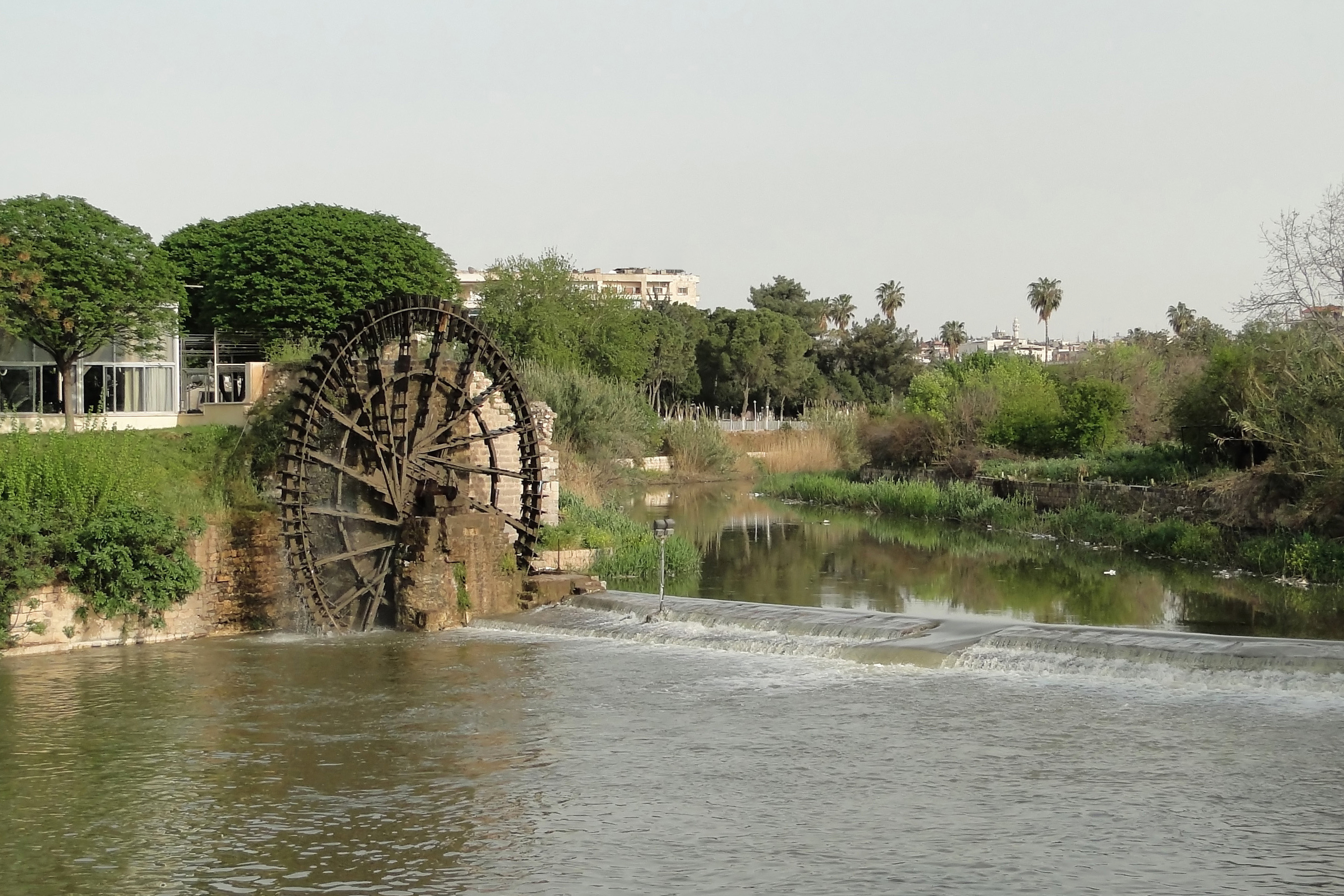
流经叙利亚哈马的阿西河